# 扎比内·德内
扎比内·德内（德語：Sabine Dähne，1950年2月27日—），德国女子赛艇运动员。她曾代表东德参加1976年夏季奥林匹克运动会赛艇比赛，获得女子双人单桨无舵手银牌。